# Ormen Långe
För andra betydelser, se Ormen Långe (olika betydelser).

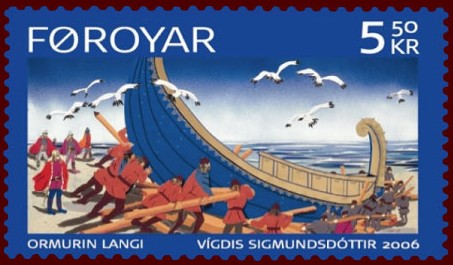
Färöiskt frimärke föreställandes Ormen Långe

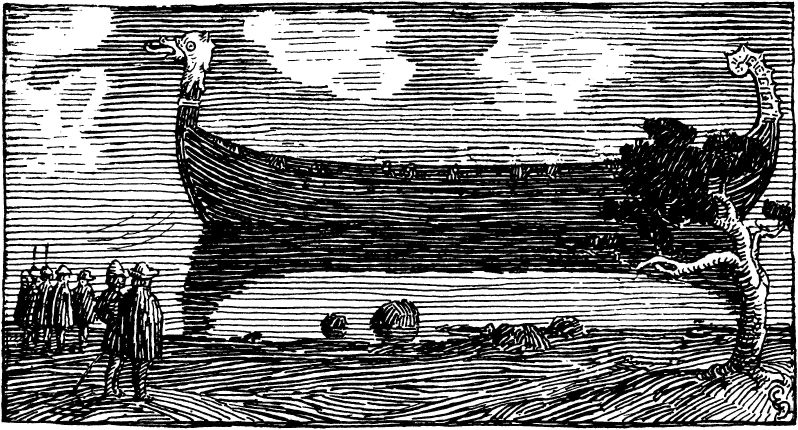
Illustration av Halfdan Egedius

Ormen Långe (fornnordiska: Ormrinn Langi, i betydelsen ”drake”, se drakskepp) är ett legendariskt långskepp från vikingatiden. Det var Olav Tryggvasons (kung av Norge 995–1000) största skepp och känt just för sin storlek. Detta långskepp skall ha varit ca 37 meter långt och lär vara det största som någonsin byggts.
Enligt legenden ska skeppet ha fått sitt namn för att man skulle kunna skilja på två skepp - Ormen Långe och Ormen Korte, det sistnämnda taget i krigsbyte av Olav från Röd Ramme på Godö i Salpte fjord.
Snorre Sturlasson beskriver skeppet så här i sin Heimskringla:
"Vintern efter kung Olavs återkomst från Hålogaland lät han resa ett stort skepp under Ladhamrarna, mycket större än alla andra skepp, som vid den tiden fanns i landet; man kan ännu se det på backastockarna, som är kvar. Det som var gräslagt, var sjuttiofyra alnar långt. Stamsmed [skeppsbyggmästare] för skeppet var Torberg Skavhugg, men många andra användes där, somliga att fälla, somliga att tälja, somliga att slå söm, andra för att föra fram virke. Allting gjordes på det mest omsorgsfulla sätt och var skeppet både långt och brett och stort över borden och byggt av stortimmer.  [...] Det var en drake, gjord i likhet med Ormen, som kungen hade haft med sig från Hålogaland, men detta skeppet var mycket större och i alla avseenden omsorgsfullare gjort. Kungen kallade det Ormen Långe och den andre draken Ormen Korte. På Ormen var trettiofyra [roddar]rum, huvud och stjärt var guldbeslagna och borden lika höga som på havsskepp. I Norge har man aldrig gjort ett skepp bättre eller med större kostnader."